# 杉柾夫
杉 柾夫（すぎ まさお、1909年4月24日- 1975年1月11日）は、日本の漫画家、政治家。本名：杉浦 茂。

## 人物
1909年、京都市左京区に生まれる。桃山中学校を卒業。1908年生まれの同姓同名の漫画家杉浦茂は同い年である。
杉が上京して漫画家として活動する前から、杉浦は田河水泡門下で漫画家デビューし少年少女向けで活動していた。杉は杉浦と相談した結果、「杉柾夫」のペンネームを用いて漫画家活動を開始することにした。杉は子供向け漫画の杉浦とジャンルを住み分けるために、政治漫画や左翼系の風刺漫画の執筆を中心に活動し、また朝日や読売等の新聞にも風刺漫画を連載した。1931年にはプロレタリア美術家同盟（ヤップ）に加入し、その後はヤップの後身である日本プロレタリア文化連盟（コップ）で活動した。戦時中には多くの体制翼賛漫画を発表するようになり、内閣情報局発行の国策雑誌である『寫眞週報』（1938年創刊）や、戦中は他誌と同様に翼賛的性格を深めた『週刊朝日』（朝日新聞社発行）にも常連の様に作品を発表した。また、杉の短篇作品「防空結婚式」、「決戰運輸從事員の敢鬪振り」と「男子一才にして」の三篇は、1942年に結団された日本漫畫奉公會が編んだ『決戰漫畫輯』（教学館、1944年）に選ばれた。櫻本富雄は杉の絵の特徴として、女性の顔が丸く、ふっくらしているところを挙げている。
杉は森熊猛などがいた漫画家団体、新鋭漫畫グループ（新鋭マンガグループ）に所属した。近衛新体制運動の時流に乗って1940年8月、同グループを含む複数の漫画家団体が集まって新日本漫畫家協會が結成され、杉はその第一回委員に選ばれた。同協会は国策推進団体であり、多くの漫画家が共同執筆した『翼賛一家』の作品を作りだしたことで有名である。また、前述1942年結成された日本漫畫奉公會では、16名の理事の中の一員となった。
戦後しばらくして筆を折り、政治家に転向、日本共産党に所属した。共産党豊島地区委員長や豊島区議会議員を経て1969年東京都議会議員に選出された（豊島区選出）。1973年に再選を果たしたが、在職中の1975年1月に胃癌のため逝去した。

## 作品一覧
以下は、国立国会図書館サーチで確認できる書籍である。雑誌では『生活』（大日本生活協會）や『糧友』（食糧協會）、『食生活』（国民栄養協会）、『婦人倶楽部』（大日本雄辯會講談社）などに作品を掲載した。
- ナガレル魚、<ナカムラ繪讀本>中村書店、1942年
- 元氣な鴨：ゑばなし、濟美堂、1944年
- 海の人気者 : 紙芝居にもなる面白い絵本、新教社、1946年
- デモチャンクラチャン、アソカ書房、1946年